# Hemiculter lucidus
Hemiculter lucidus är en fiskart som först beskrevs av Benedykt Dybowski 1872.  Hemiculter lucidus ingår i släktet Hemiculter och familjen karpfiskar. Inga underarter finns listade i Catalogue of Life.